# NBA 2K14
《NBA 2K14》是一款籃球电子游戏，由Visual Concepts開發，2K Sports發行。此遊戲於2013年10月1日發行於Microsoft Windows、PlayStation 3和Xbox 360平台上；PlayStation 4和Xbox One版本則與遊戲機各自推出日期同步發行。邁阿密熱火球員雷霸龍·詹姆士是遊戲的封面運動員，同時也擔任遊戲的音樂策劃人。2K Sports也釋出追加下載內容包作為預購特典，內容包括10,000點VC、新「邁向球季超群之路（Path to Greatness）」模式的額外內容、在「街頭籃球（Blacktop）」模式中解鎖雷霸龍·詹姆士，以及替玩家的「我的球員（MyPlayer）」帶來全新雷霸龍·詹姆士招牌技巧。2K Sports在2013年8月14日宣布「團隊模式（Crew Mode）」將於此代回歸。《NBA 2K14》是《NBA 2K》系列中繼《NBA 2K13》後的續作。《NBA 2K14》的線上伺服器原本是在2015年3月31日關閉，但是PS4版和Xbox One版的存檔被清空，引發玩家眾怒。原因是因為2K官方曾保證玩家的存檔會完好無損。但2K官方並未警告玩家的存檔會因遊戲關閉伺服器而消失，也沒有就此問題發表公開聲明。它們只通過電子郵件向抱怨過存檔丟失的玩家確認了這個狀況的存在。因此，《NBA 2K14》的線上伺服器又在4月重新啟動，而官方同時也表示未來的《NBA 2K》系列，伺服器的營運時間從之前的18個月變成了27個月。而《NBA 2K14》的線上伺服器也在2015年12月31日關閉。

## 歐洲聯賽
2013年7月2日，2K Sports與歐洲籃球聯賽簽訂一個獨家的長期合約，將聯賽球隊納入遊戲中。這是歐洲聯賽球隊首次出現在《NBA 2K》系列中，正如同美商藝電《勁爆美國職籃》系列中的《勁爆美國職籃08》至《勁爆美國職籃10》，皆包含國際籃球總會球隊和美國國家男子籃球隊（後者也出現於《NBA 2K13》中）。

## 配樂
2013年7月15日，NBA 2K Live團隊宣布由雷霸龍·詹姆士來挑選《NBA 2K14》的遊戲配樂。《NBA 2K14》的配樂更加現代化，相較於前幾代的經典老歌，這次則主打新的流行歌曲。

### 曲目
- Big K.R.I.T.（英语：Big K.R.I.T.）－Cool 2 Be Southern（英语：Live from the Underground）
- 酷玩樂團－Lost!（英语：Lost!）
- 克里斯·凱普（英语：Cris Cab）－Paradise (On Earth)
- 傻瓜龐克（feat. 菲瑞·威廉斯）－Get Lucky
- 德雷克－Started from the Bottom（英语：Started from the Bottom）
- 阿姆－Not Afraid（英语：Not Afraid）
- Fly Union（英语：Fly Union）－Long Run（英语：TGTC (The Greater Than Club)）
- 街頭霸王－Clint Eastwood（英语：Clint Eastwood (song)）
- 謎幻樂團－Radioactive（英语：Radioactive (Imagine Dragons song)）
- 賈達基斯（feat. Ayanna Irish）－Can't Stop Me（英语：The Last Kiss (album)）
- Jay Z－The Ruler's Back（英语：The Blueprint）
- 約翰傳奇（feat. Rick Ross）－Who Do We Think We Are（英语：Love in the Future）
- 肯伊·威斯特（feat. 蕾哈娜）－All of the Lights（英语：All of the Lights）
- 肯德里克·拉馬爾（feat. 瑪麗·布萊姬）－Now or Never（英语：Good Kid, M.A.A.D City）
- 麥可莫＆萊恩·路易斯（feat. Ray Dalton（英语：Ray Dalton））－Can't Hold Us（英语：Can't Hold Us）
- 納斯（feat. 吹牛老爹）－Hate Me Now（英语：Hate Me Now）
- 菲爾·柯林斯－In the Air Tonight（英语：In the Air Tonight）
- 羅賓·西克（feat. 菲瑞）－Blurred Lines (Non-Rap version)
- 黑鍵樂團－Elevator（英语：Magic Potion (album)）
- 黑鍵樂團－Howlin' for You（英语：Howlin' for You）
- 錫安·克奧頓（英语：Sian Cotton）－Almost Home (PS4 and Xbox One editions)

## 評價
這款遊戲普遍地獲得好評，在評論汇总網站Metacritic上的汇总得分为85分（滿分100分）。IGN編輯萊恩·麥克卡弗瑞（Ryan McCaffrey）給予這款遊戲9.3分的評分，並稱讚遊戲的玩法說道「擁有夠多的新特色，還有比以往更嚴謹的玩法，NBA 2K14超越了他的前幾代和競爭對手……再次地」。GameSpot的編輯湯姆·麥克西亞（Tom McShea）則給予8.0的評分，並讚揚遊戲很好，但是批評遊戲的設計。今日美國的布雷特·莫利納（Brett Molina）在滿分4顆星中給予3.5星，並指出遊戲新的運球與投籃技巧使新手更容易上手，但是令老牌玩家們感到沮喪。

## 新增與變更
除了前述的新配樂還有收錄歐洲聯賽球隊（移除了明星隊、美國國家隊、夢幻隊還有沙加緬度國王2001－2002年的經典陣容），還有一些自《2K13》後的全新改變：
- 「雷霸龍·詹姆士：邁向球季超群之路」模式，讓人聯想為《2K11》中的喬丹挑戰的縮減版，玩家可以控制雷霸龍·詹姆士的職業生涯，以試著贏得更多的冠軍戒指（儘管選擇有限，還有他的未來仍為遊戲所計畫），不過這個模式並沒有在PlayStation 4與Xbox One平台上。[16]
- 全新的招牌技巧，包括預購特典中的「LeBron Coast to Coast」技巧（快攻時的速度、敏捷度和控球能力提升4點，面對防守者時的投籃干擾影響將減少），另外還有「One Man Fastbreak」（快攻時速度、敏捷度和控球能力提升）、「Pick Dodger」（球員不容易被掩護阻擋）、「Tenacious Rebounder」（增加爭搶籃板能力）、「Flashy Passer」（減少“華麗傳球”時發生失誤的機率－見後方）、「Screen Outlet/Pick & Roll Maestro」（增加擋切戰術執行力）。[17]“華麗傳球”為一種全新的傳球方式，按住左板機鍵並將右搖桿指向你要傳球的球員便能做出傳球動作（包含聲東擊西傳球）。
- 限制了「潛能值」和球員能力值的成長上限，並不會隨著球員進步而改變（在前幾代則會改變）。這看似是個微小的改變，但卻嚴格限制了王朝模式中球員的能力值成長。[18]
- 由凱文·哈倫（英语：Kevin Harlan）、克拉克·凱洛格和史蒂夫·科爾播報超過50小時的全新實況報導，[19]全新的選秀會配音和「生涯模式」的全新旁白。
- 新的「訓練營」模式，指導玩家精進新的控制方式。
- 生涯模式中有自己的訓練選單，玩家不需要再回到主選單去做多個訓練課程。
- 在更新中加入了保持連線的DRM，要求玩家在遊玩生涯模式與經理模式時，必須保持連線至2K伺服器。不過這個更新補丁只適用於PS4與Xbox One遊戲版本，PS3、Xbox 360和PC版本則不受影響。[20]

此外，一些《2K13》中的錯誤在這次版本中也已經修復。也實現了預期的戰術路線與即時重播。